# Iain MacDonald-Smith
Iain Somerled Macdonald-Smith (Oxford, 3 de julho de 1945) é um velejador britânico, campeão olímpico. Ele competiu nos Jogos Olímpicos de Verão de 1968 na classe Flying Dutchman e conquistou a medalha de ouro, ao lado de Rodney Pattisson.
Ele foi educado no Marlborough College e no Selwyn College, em Cambridge, antes de se tornar advogado.